# El Alamein
El Alamein (in arabo العلمين‎?, al-‘Alamayn, che  significa due bandiere) è una città dell'Egitto, nel Governatorato di Matruh nel Nord del Paese, che si affaccia sul Mar Mediterraneo, a 106 km a ovest di Alessandria d'Egitto e a 240 km a nord del Cairo. La popolazione era di 7 397 abitanti, secondo il censimento del 2007. 
La zona circostante nel 1942 è stata teatro di due importanti battaglie, di cui la seconda ha rappresentato una svolta determinante nella seconda guerra mondiale.

## Storia
La città moderna sorse nei pressi dell'antica città di Antiphrai (in greco : Ἀντίφραι).
Sino alla fine del XX secolo la località è stata principalmente un porto utilizzato per il trasporto di petrolio. Nel 1996 contava circa 5 000 abitanti, con un porto per la spedizione del petrolio, alberghi e una spiaggia attrezzata. Nel corso del tempo sono sorti impianti alberghieri e attrezzature per il turismo, incluso il villaggio turistico di Marina El Alamein (in arabo مارينا العلمين‎?), che si affaccia su 11 km di spiaggia ed è affiancato da un porto turistico, realizzato nel 2005, in grado di ospitare fino a 500 imbarcazioni.

## Il ruolo nella seconda guerra mondiale
La cittadina ebbe un ruolo di storica importanza nel corso della seconda guerra mondiale; infatti essa costituiva il terminale nord di un corridoio est-ovest di circa 60 km di larghezza delimitato a sud dalla depressione di Qattara, che rappresentava un ostacolo impenetrabile ai mezzi militari; il corridoio diventò un elemento essenziale della linea difensiva britannica in Nordafrica e segnò il punto di massima penetrazione a est delle forze italo-tedesche in Egitto.
La zona è stata teatro di due importanti battaglie:
- la prima battaglia di El Alamein (1º luglio - 27 luglio 1942). Il 1º luglio Erwin Rommel attaccò la linea difensiva britannica che però resistette, se pur indebolita. Il giorno successivo il comandante britannico, generale Claude Auchinleck, contrattaccò ma senza successo. Si sviluppò quindi una situazione di stallo cui seguì una fase di logoramento fra attacchi e contrattacchi, nessuno dei quali veramente decisivo, che si protrasse fino alla fine di luglio senza nessun chiaro vincitore. Tuttavia sul campo Rommel non aveva perso. Anche se bloccato a El Alamein, le sue tattiche di guerra tennero in scacco un avversario superiore in uomini e mezzi, fino all'esaurimento delle scorte nella seconda battaglia.
- la seconda battaglia di El Alamein (23 ottobre - 4 novembre 1942). Il 23 ottobre 1942 le truppe britanniche, sotto il comando del generale Bernard Montgomery, sferrarono un poderoso attacco su El Alamein. Le forze di Rommel, molto inferiori di numero (due nazioni dell'Asse contro più di sette nazioni del Commonwealth), inizialmente riuscirono a contenere gli attacchi britannici. La sapiente disposizione dei campi minati tedeschi fece sì che i corridoi liberi dagli ordigni non fossero rettilinei, ma sinuosi, e terminassero proprio di fronte ai cannoni anticarro germanici. Nei giorni successivi vi furono numerosi attacchi e contrattacchi che non portarono a risultati apprezzabili. Tuttavia, a seguito di tali attacchi e dell'estrema lunghezza delle linee logistiche italo-tedesche, le forze di Rommel si erano gravemente assottigliate per via della mancanza di approvvigionamenti e rifornimenti, al punto che alla fine di ottobre la forza effettiva di carri armati a disposizione dell'Asse era ridotta a sole 102 unità. La seconda fase dell'offensiva inglese si svolse lungo la costa. L'attacco ebbe inizio il 2 novembre 1942. Il 3 novembre Rommel disponeva ormai di soli 35 carri armati operativi, ottimi per il supporto della fanteria, secondo i suoi attenti piani tattici. Il 4 novembre dovette ordinare il ritiro. Il 6 novembre le forze dell'Asse incominciarono una ritirata che segnò una svolta della guerra. Winston Churchill commentò: "Ora, questa non è la fine, non è nemmeno l'inizio della fine. Ma è forse la fine dell'inizio". Il risultato è il frutto della diversa valutazione della Campagna d'Africa: sottovalutata da Hitler, considerata fondamentale da Churchill.

## Economia

### Turismo
Dal punto di vista turistico El Alamein offre il classico turismo balneare che vede nel citato villaggio di Marina El Alamein il suo punto di attrazione principale; accanto a questo villaggio diverse catene alberghiere europee e americane hanno realizzato vari hotel e villaggi turistici lungo la costa del Mediterraneo che da El Alamein va verso Alessandria.
Oltre che al turismo marino, i flussi turistici sono legati agli eventi storici della seconda guerra mondiale: nei dintorni di El Alamein sono stati edificati diversi Sacrari a ricordo dei caduti durante le battaglie combattute in quei luoghi. Nella cittadina, facilmente raggiungibile dai turisti, è stato costruito un museo con diorami, mostre fotografiche, oggetti, armi e mezzi corazzati degli schieramenti contrapposti a ricordo della seconda battaglia di El Alamein.

## Monumenti e luoghi d'interesse
I principali sacrari sono tre:

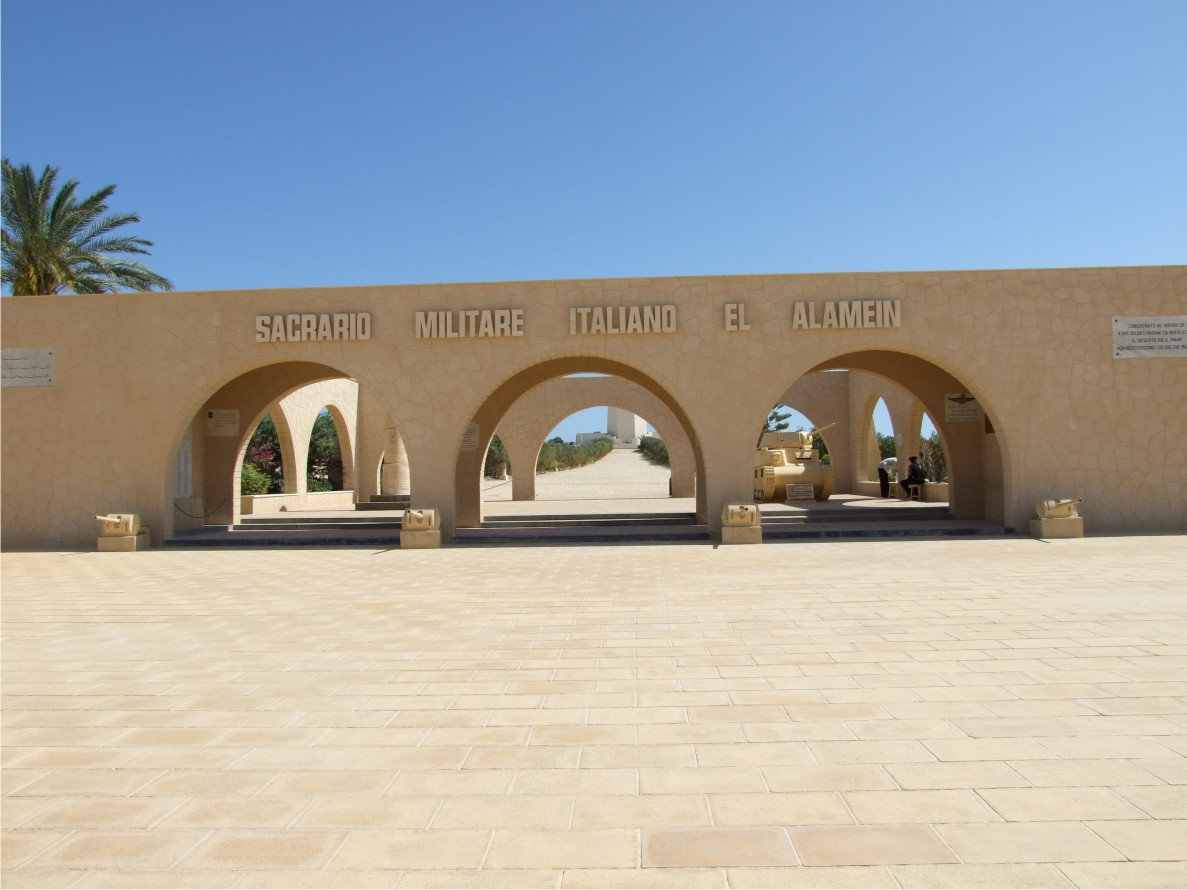
il Sacrario Militare Italiano di El Alamein, che ospita le spoglie di circa 5 200 caduti italiani e Àscari libici.
- il Cimitero del Commonwealth, con le tombe dei soldati dei vari paesi che hanno combattuto dal lato britannico. Vi sono monumenti che commemorano le forze australiane, sudafricane, greche e della Nuova Zelanda. Il cimitero del Commonwealth, come molti altri simili cimiteri, consiste in file parallele di lapidi, ciascuna con inciso l'emblema dell'unità del soldato defunto, il suo nome e un epitaffio. Ovunque vi è un "milite ignoto" (e sono tanti, in questo cimitero britannico) vi è la scritta "Conosciuto da Dio".
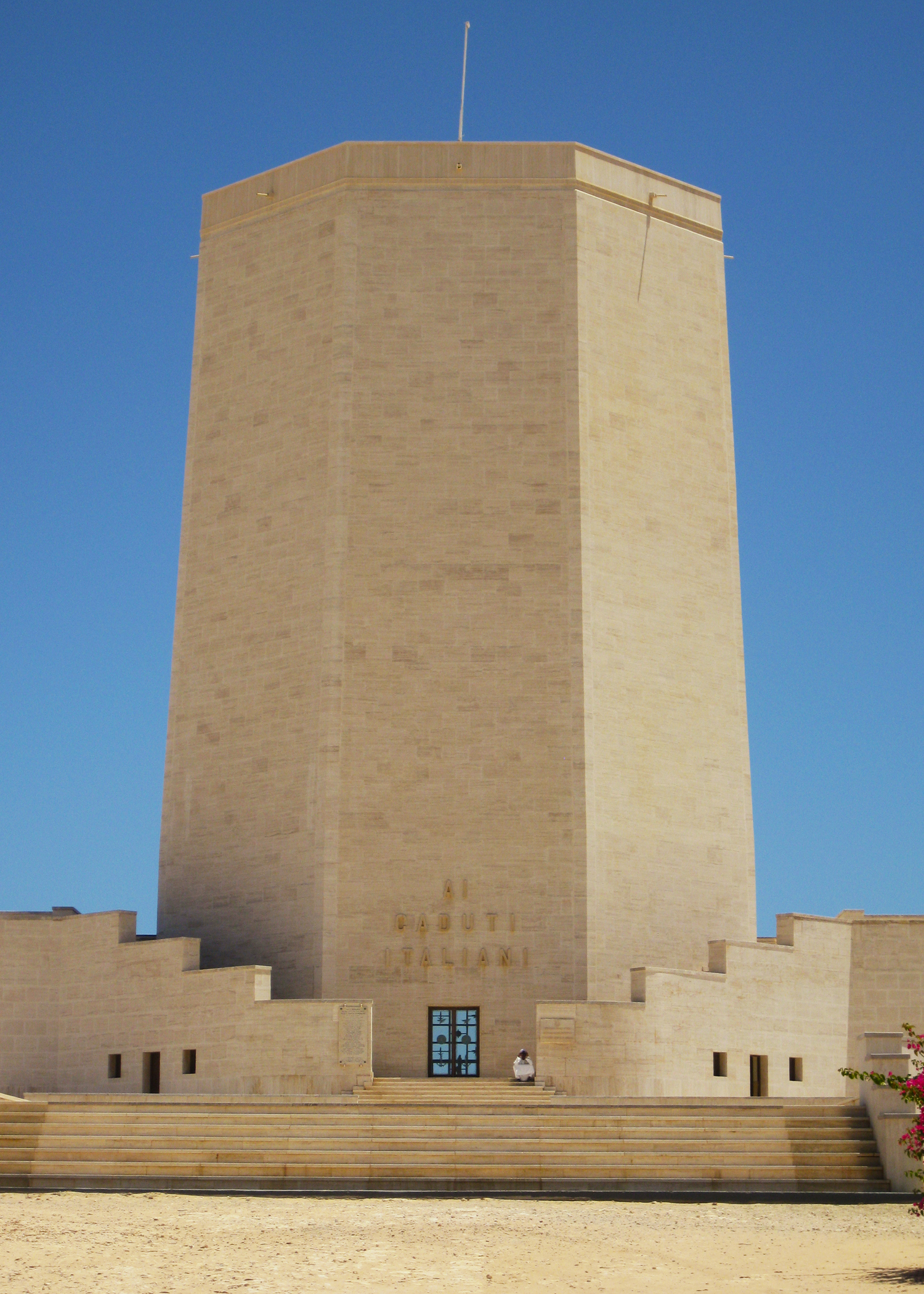
il Sacrario tedesco, un ossario contenente i resti di 4 200 soldati tedeschi, è costruito nello stile di una fortezza medioevale.  - Ingresso del sacrario militare italiano
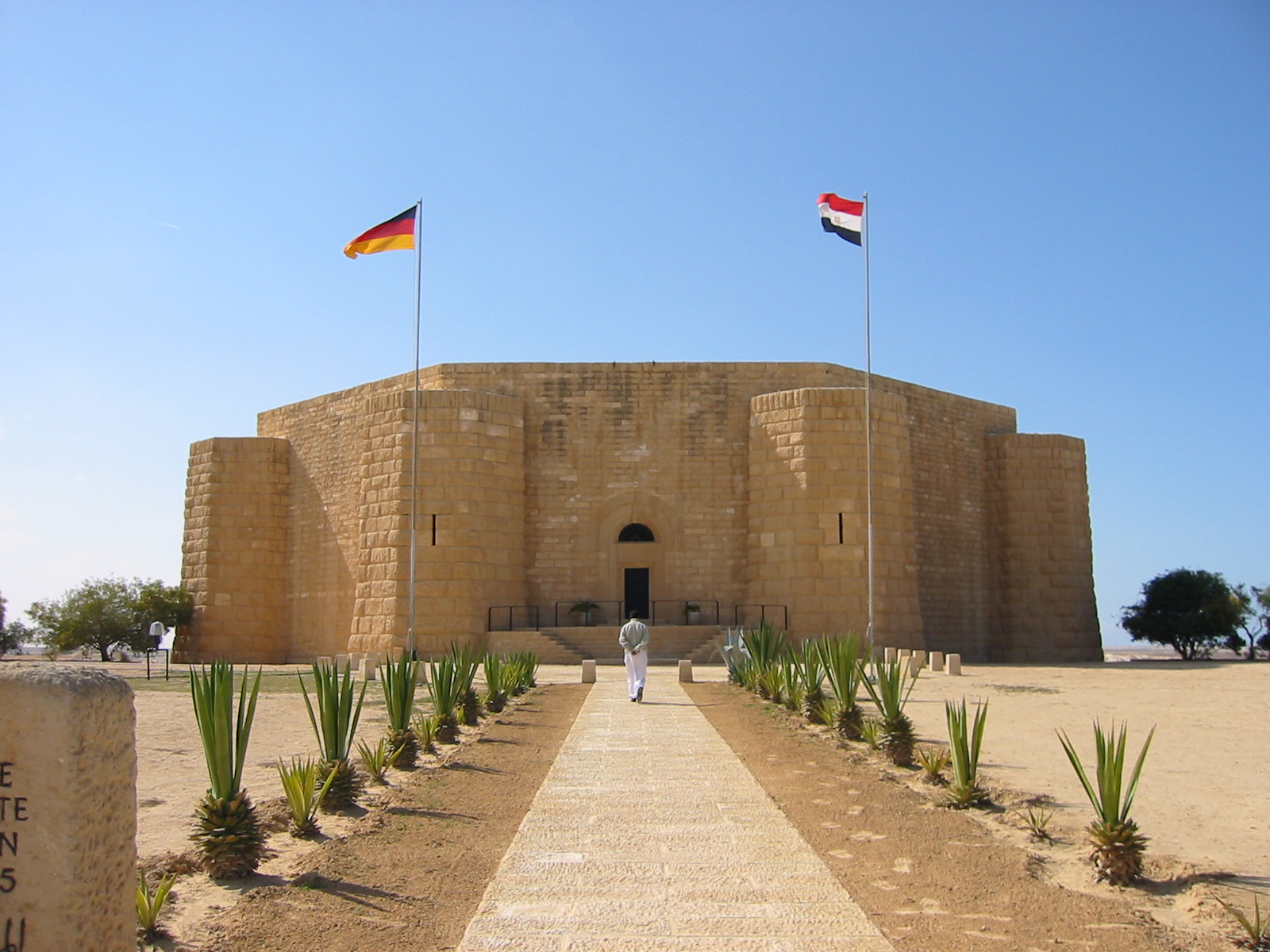
Ingresso del sacrario militare tedesco
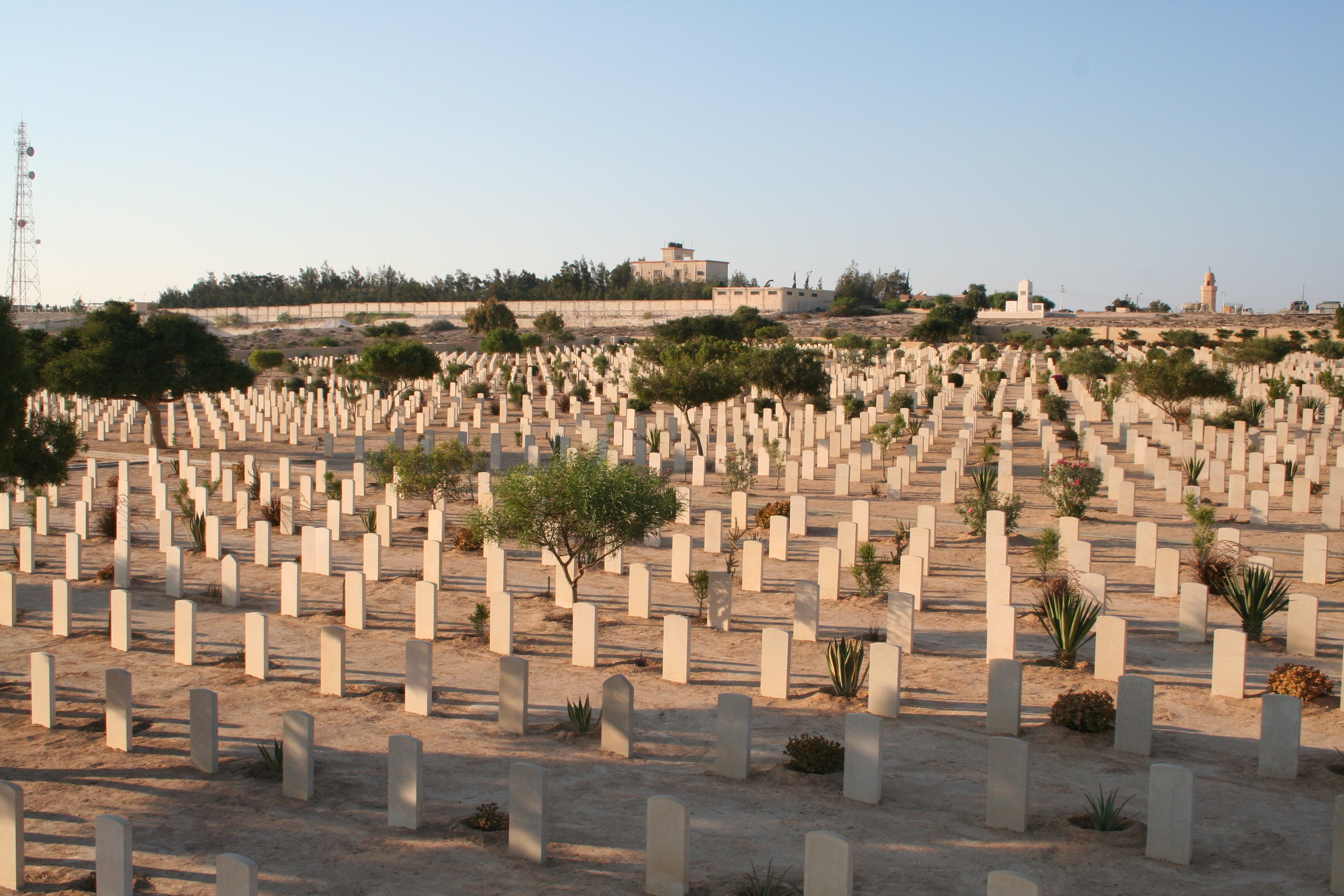
Cimitero del Commonwealth
  - Torre centrale del Sacrario militare italiano
  - Ingresso del sacrario militare tedesco
  - Cimitero del Commonwealth

## Musei
Un locale annesso al sacrario militare italiano ospita il locale Museo della battaglia che espone una collezione di reperti e cimeli bellici della seconda guerra mondiale e diversi tipi di carri armati, blindati, cannoni e aerei impiegati nelle battaglie del Nordafrica dai diversi eserciti combattenti.

## Scavi archeologici
Negli anni 1987/88 è stata scavata, nei pressi di un antico insediamento, una necropoli egiziana del Periodo tardo. I resti dell'antico insediamento sono situati a 6 km circa a est della città di Marina El Alamein, a 800 metri dalla costa.
Nei pressi, a testimonianza della grande diversità delle forme di sepoltura, vi è il cimitero cittadino.